# Bretonischer Klub

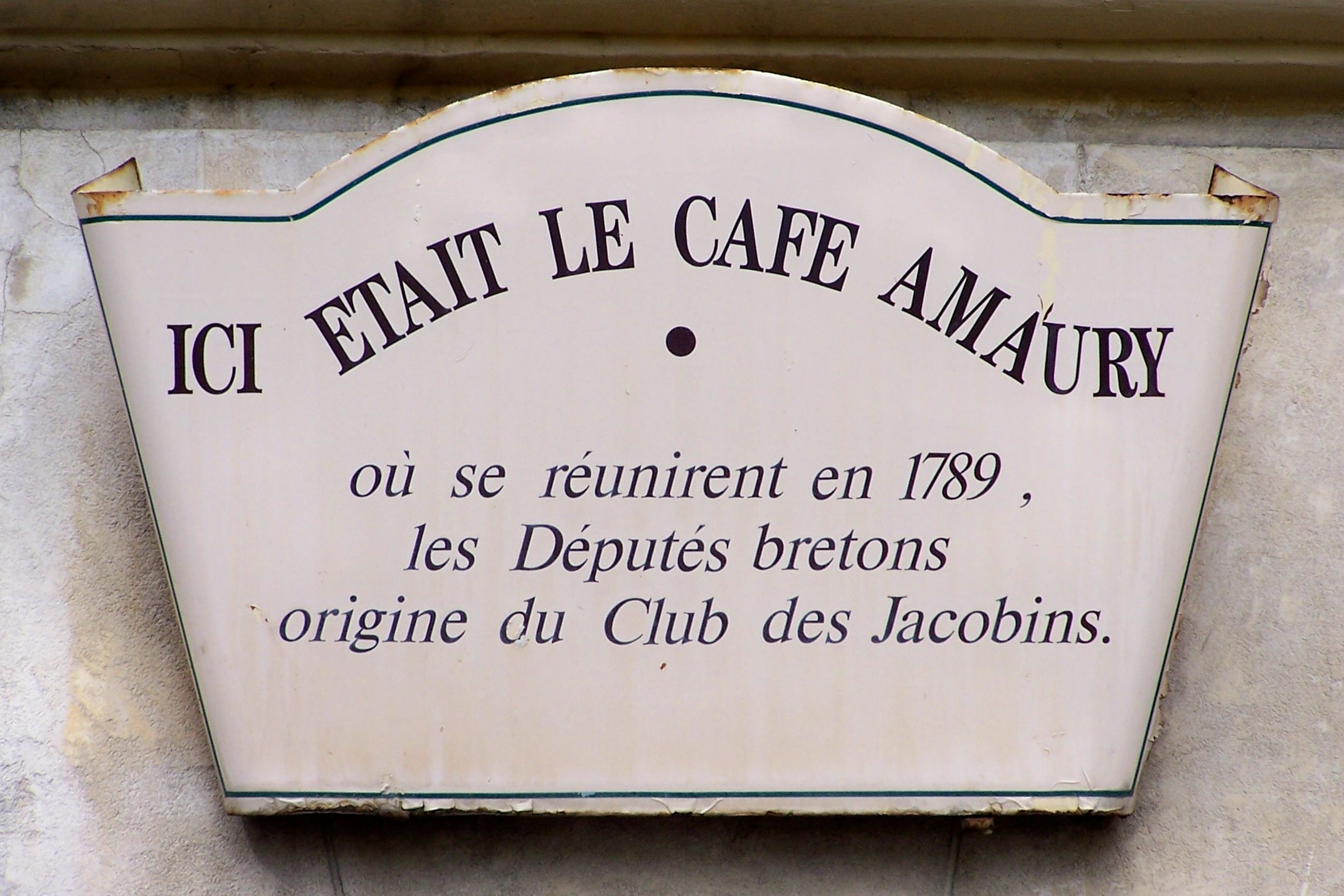
Gedenktafel des Café Amaury in Versailles (Yvelines, Frankreich)

Der Bretonische Klub (frz. club breton) gründete sich am 30. April 1789. Sein traditioneller Treffpunkt war das Café Amaury in der Avenue de St. Cloud 36 in Versailles.
Die Bretagne hatte unabhängig von den Generalständen ein eigenes Regionalparlament, und so beschlossen dessen Abgeordnete, die schon über mehr Erfahrungen im Parlamentarismus verfügten, sich vor den jeweiligen Treffen der Generalstände abzusprechen. Dazu waren die Vertreter des Dritten Standes und des niederen Klerus bereit und trafen sich daher in den Räumen des Café Amaury.
Im August 1789 spaltete sich der Klub über der Frage des Vetorechtes des Königs und trat von da an nicht mehr zusammen.
Nach einem Gespräch im Oktober 1789 zwischen Sieyès und Claude-Christophe Gourdan, bei dem es um die Reaktivierung des Klubs ging, erklärte Sieyès, dass eine Neugründung sinnvoll sei, jedoch mit nicht mehr allen Mitgliedern wie zuvor. Gourdan griff die Anregung auf und gründete im Dezember 1789 in der Bücherei des ehemaligen Pariser Jakobinerklosters den Klub neu als Klub der Verfassungsfreunde.